# Il ritorno di Joe Dakota
Il ritorno di Joe Dakota (Joe Dakota) è un film western statunitense del 1957 diretto da Richard Bartlett, con Jock Mahoney, Luana Patten e Charles McGraw.

## Trama
Uno straniero arriva ad Arborville, chiedendo notizie di un indiano. Gli viene riferito che il pellerossa ha lasciato la città, ma la verità, che tutti hanno cercato di nascondere, verrà a galla, compresa l'identità del misterioso protagonista.

## Produzione
Il film, diretto da Richard Bartlett e basato su una sceneggiatura di Norman Jolley e dell'attore William Talman, fu prodotto da Howard Christie per la Universal International Pictures e girato nella Conejo Valley, Thousand Oaks, California. L'indiano cercato da Joe Dakota compare solo in una sequenza in flashback interpretato da Francis McDonald (non accreditato). Il brano della colonna sonora The Flower of San Antone fu composto da Mack David (parole) e Ray Joseph (musica).

## Distribuzione
Il film fu distribuito con il titolo Joe Dakota negli Stati Uniti nel settembre del 1957 al cinema dalla Universal Pictures.
Altre distribuzioni:
- negli Stati Uniti il 27 ottobre 1957 (Bismarck, North Dakota)
- in Germania Ovest il 31 gennaio 1958 (Ein Toter kommt zurück)
- in Austria nel febbraio del 1958 (Ein Toter kommt zurück)
- in Finlandia il 21 marzo 1958 (Joe Dakota e Kovanaama Joe Dakota)
- in Francia il 21 marzo 1958 (Joe Dakota)
- in Svezia il 1º settembre 1958 (Joe Dakota)
- in Grecia (Joe Dakota)
- in Italia (Il ritorno di Joe Dakota)